# Sudice (district d'Opava)
Pour les articles homonymes, voir Sudice.
Sudice (en allemand : Zauditz ; en polonais : Sudzice) est une commune du district d'Opava, dans la région de Moravie-Silésie, en République tchèque. Sa population s'élevait à 641 habitants en 2021.

## Géographie
Sudice se trouve à 12 km au nord-nord-est de Kravaře, à 17 km au nord-est d'Opava, à 28 km au nord-ouest d'Ostrava et à 260 km à l’est de Prague.
La commune est limitée par Třebom au nord, par la Pologne au nord et à l'est, par Rohov au sud et par la Pologne à l'ouest.

## Histoire
La première mention écrite de la localité date de 1327.

## Transports
Par la route, Sudice se trouve à 7 km de Krzanowice, à 20 km d'Opava, à 32 km d'Ostrava et à 343 km de Prague.